# The Braindance Coincidence
The Braindance Coincidence est une compilation sortie en 2001 sur le label Rephlex Records, l'un des labels les plus inspirés de la musique électronique anglaise. The Braindance Coincidence contient des titres enregistrés exclusivement pour cette occasion : fêter la 100e production et sortie de ce disque et les 10 années d'existence du label. Il est possible que Rephlex Records ait repris l'idée de Warp Records avec leur compilation We Are Reasonable People. The Braindance Coincidence contient aussi des remixes.

## Titres
| No     | Titre                               | Auteur            | Durée |
| ------ | ----------------------------------- | ----------------- | ----- |
| 1/A1.  | Journey                             | The Gentle People | 4:09  |
| 2/A2.  | Long Whiney                         | Global Goon       | 3:54  |
| 3/A3.  | Rewind                              | Cylob             | 3:04  |
| 4/A4.  | The Glass Room                      | DMX Krew          | 2:29  |
| 5/A5.  | Diagram VII (80's Mix)              | D'Arcangelo       | 5:18  |
| 6/B1.  | Fortune Green                       | Bochum Welt       | 3:20  |
| 7/B2.  | Keith's Trumpets                    | The Railway Raver | 4:16  |
| 8/B3.  | Normal (Helston Flora Remix By AFX) | Baby Ford         | 6:51  |
| 9/B4.  | Swan Vesta                          | µ-ziq             | 6:11  |
| 10/C1. | Happy Birdie! Sad Birdie!           | Vulva             | 5:41  |
| 11/C2. | (This Can) Robotic                  | Jeremy Simmonds   | 5:39  |
| 12/C3. | Psultan (Squarepusher Mix)          | Chaos A.D.        | 6:47  |
| 13/D1. | Death To The Natives                | Bogdan Raczynski  | 2:51  |
| 14/D2. | Kymera                              | Peter Green       | 8:07  |
| 15/D3. | Don't Fall Asleep                   | Leila             | 3:30  |
| 16/D4. | Afternoon Girl                      | Ovuca             | 4:25  |

## Sources
- (en) CMJ mai/juin 2001, p.50
- (en) Chicago Reader , 23 mai 2002
- Technikart n°53 , juin 2001
- (en) Glenn Swan, « Braindance Coincidence - Various Artists », sur AllMusic
- (en) Rod Smith, « various artists: The Braindance Coincidence », sur City Pages, 28 mars 2001
- (en) James Oldham, « Various Artists : The Braindance Coincidence », sur NME, 12 septembre 2005
- (en) Randall Roberts, « Various Artists - The Braindance Coincidence (Rephlex) », sur The Riverfront Times, 2 mai 2001
- (en) Matt Corwine, « CD Reviews », sur Seattle Weekly, 9 octobre 2006
- (en) Nicolae White, « Speaker Freak - The Braindance Coincidence », sur The Stranger, 23 mai 2002